# Tracklib
 (janvier 2025).
La mise en forme du texte ne suit pas les recommandations de Wikipédia : il faut le « wikifier ».
Les points d'amélioration suivants sont les cas les plus fréquents :
- Les titres sont pré-formatés par le logiciel. Ils ne sont ni en capitales, ni en gras.
- Le texte ne doit pas être écrit en capitales (les noms de famille non plus), ni en gras, ni en italique, ni en « petit »…
- Le gras n'est utilisé que pour surligner le titre de l'article dans l'introduction, une seule fois.
- L'italique est rarement utilisé : mots en langue étrangère, titres d'œuvres, noms de bateaux, etc.
- Les citations ne sont pas en italique mais en corps de texte normal. Elles sont entourées par des guillemets français : « et ».
- Les listes à puces sont à éviter, des paragraphes rédigés étant largement préférés. Les tableaux sont à réserver à la présentation de données structurées (résultats, etc.).
- Les appels de note de bas de page (petits chiffres en exposant, introduits par l'outil «  Source ») sont à placer entre la fin de phrase et le point final[comme ça].
- Les liens internes (vers d'autres articles de Wikipédia) sont à choisir avec parcimonie. Créez des liens vers des articles approfondissant le sujet. Les termes génériques sans rapport avec le sujet sont à éviter, ainsi que les répétitions de liens vers un même terme.
- Les liens externes sont à placer uniquement dans une section « Liens externes », à la fin de l'article. Ces liens sont à choisir avec parcimonie suivant les règles définies. Si un lien sert de source à l'article, son insertion dans le texte est à faire par les notes de bas de page.
- La présentation des références doit suivre les conventions bibliographiques. Il est recommandé d'utiliser les modèles {{Ouvrage}}, {{Chapitre}}, {{Article}}, {{Lien web}} et/ou {{Bibliographie}}. Le mode d'édition visuel peut mettre en forme automatiquement les références.
- Insérer une infobox (cadre d'informations à droite) n'est pas obligatoire pour parachever la mise en page.

Pour une aide détaillée, merci de consulter Aide:Wikification.
Si vous pensez que ces points ont été résolus, vous pouvez retirer ce bandeau et améliorer la mise en forme d'un autre article.
Tracklib est un service musical permettant aux compositeurs de sampler des musiques originales et de clearer ces samples[Quoi ?], c'est-à-dire d'obtenir les droits pour utiliser légalement un sample dans une musique originale. La plateforme a été fondée dans le but de résoudre les problèmes légaux et éthiques que pose la question du sampling. Elle a entre autres été utilisée par J. Cole, Lil Wayne, DJ Khaled, Mary J Blige, Brockhampton, A-Reece ,, pour sampler et clearer les samples en vue de sorties commerciales.

## Histoire
Tracklib est basé à Stockholm, en Suède et a été fondé en 2014. Après une version bêta sur invitation uniquement en 2017, le service musical a été officiellement lancé au public en avril 2018. En mai 2020, Tracklib a changé son service vers un modèle d'abonnement,,.

## Services
Le catalogue de Tracklib est composé d'enregistrements master originaux et propose parfois la possibilité de télécharger les chansons en piste par piste. Chaque titre est associé à l'une des trois catégories (catégorie A, B ou C) dont chacune a son propre coût de clearance et demande une certaine part des droits de composition du morceau final. Les utilisateurs peuvent parcourir et écouter toutes les musiques avant de les télécharger au format WAV pour l'utiliser dans une station de travail audio numérique (DAW) telle qu'Ableton, Reason ou FL Studio. En 2019, Tracklib a développé et lancé une technologie permettant aux utilisateurs de sélectionner et de prévisualiser des boucles directement dans l'interface du site,. Tracklib fonctionne comme un intermédiaire entre les maisons de disques, les éditeurs musicaux, les titulaires de droits d'auteur et les artistes en permettant aux utilisateurs de clearer des samples et d'acheter une licence pour l'utilisation officielle des samples sélectionnés. La différence avec d'autres services musicaux tels que Splice et Loopmasters, est que Tracklib n'inclut que les enregistrements originaux et des pistes . Toute la musique du catalogue a déjà publiée au préalable et n'est donc pas libre de droits ,,.

## Catalogue
On peut notamment retrouver sur Tracklib des enregistrements originaux d'artistes tels que Bob James, Louis Armstrong, Billie Holiday, Sly et Robbie, Ray Charles, dans des genres tels que le jazz, le R&B/soul, le reggae, la musique classique, la musique rock et le hip hop. Le catalogue comprend également des enregistrements inédits d'Isaac Hayes,,,.

## Albums célèbres ayant utilisé les services de Tracklib
- J. Cole – « Middle Child »
- ¥$ ( Kanye West et Ty Dolla $ign ) - « Burn »
- DJ Khaled – « La Montagne Sacrée »
- Brockhampton – « Chers disparus »
- Lil Wayne – « Harden »
- Fred Again - " Laisse-moi tranquille "
- Nas - "WTF SMH"
- Drake - " Histoires sur mon frère "
- Nicki Minaj – « Super Freaky Girl »
- Mary J. Blige – « Savoir »
- Phantogramme - Cérémonie
- Vic Mensa - « Faites-le-nous savoir » [15],[16]

Des samples clearés grâce à Tracklib ont également été utilisés dans des titres de Firebeatz, A-Trak, Young MA, $NOT et Statik Selektah,.

## Conseil consultatif
Le conseil consultatif de Tracklib est composé des producteurs Prince Paul, Erick Sermon et Drumma Boy, rejoints plus tard par le producteur Zaytoven en 2018 et Scott Storch en 2020. Les anciens dirigeants de Spotify, Petra Hansson et Niklas Ivarsson, ont rejoint le conseil consultatif en 2019,.